# 존 볼턴
존 로버트 볼턴(영어: John Robert Bolton, 문화어: 죤 볼튼, 1948년 11월 20일 ~ )은 2018년 4월 9일부터 2019년 9월 10일까지 미국의 제27대 국가안보보좌관으로 재임한 미국의 변호사, 정치 평론가, 공화당 컨설턴트, 정부 공무원, 전 외교관이다.
볼턴은 2005년 8월부터 2006년 12월까지 조지 W. 대통령의 비회기 임명자로 유엔 주재 미국 대사를 역임했다. 그는 당시 민주당이 권한을 가졌던 상원의 승인을 얻을 가망이 없었기 때문에 2006년 12월 비회기 임기가 종료될 때 사임하였다.
볼턴은 미국 기업 연구소(American Enterprise Institute: AEI)의 선임연구원이었으며, 폭스 뉴스 채널(Fox News Channel)의 평론가이다. 그는 2012년 대선 후보인 미트 롬니의 외교정책 고문이었다. 볼튼은 수 많은 보수 단체들과 관련이 있는데, 반-무슬림적인 게이트스톤 연구소(Gatestone Institute)에서 2018년 3월까지 회장을 역임하였고, 이라크와의 전쟁에 찬성하는 새로운 미국의 세기 프로젝트(the Project for the New American Century)의 이사를 맡았다.
볼튼은 외교 정책에서 매파이며, 시리아, 리비아, 베네수엘라, 쿠바, 예멘 및 북한의 정권 교체를 주장한다. 그는 또한 이란 핵협상의 해지를 반복적으로 요구했으며, 이라크 전쟁의 지지자였고, 이라크에 대한 침공 결의를 계속 지원하였다. 시리아, 리비아, 이란에서 군사 행동과 정권 교체를 계속해서 지원했다. 공화당원이며, 그의 정치적 견해는 미국 민족주의자(American nationalist), 보수주의자 및 "신보수주의자(neoconservative)"로 평해진다. 볼튼은 마지막 용어를 거부하고, 대신 "친미(pro-American)"라는 용어를 사용한다.

## 생애
1948년 메릴랜드주 볼티모어에서 소방수인 아버지와 전업주부 어머니 사이에서 태어났다. 노동자 계급 출신이었으나, 백인 중하류층의 보수성향이었던 존 볼턴은 고교생이었던 1964년 미국 신보수의 아버지라 불리는 배리 골드워터의 대선에 선거운동원으로 참여했다.
1970년 예일 대학교 학부과정을 마쳤으며, 1974년에 예일 대학교의 로스쿨 과정인 예일 법학대학원에서 법무박사(J.D.) 학위를 취득했다. 2005년 8월부터 2006년 12월까지 유엔 주재 미국 대사를 역임했다.
볼턴은 베트남 전쟁의 지지자였지만 의도적으로 베트남에서의 군복무를 회피할 목적으로 징집 연령이 만료될 때까지 주방위군에서 4년을 복무했다. 1969년 베트남 전쟁 징병 추첨에서 볼튼은 185번을 뽑았다(출생일로 번호가 할당되었다.) 존슨과 닉슨 행정부가 예비군보다는 징병에 크게 의존하기로 결정한 결과, 비록 소집된 42개 육군 예비군 부대 중 1968-69년 테트 공세 직후 베트남에 35개의 육군 예비군이 배치되기는 하였으나, 방위(Guard)나 예비군(Reserve units)에 편성되는 것은 베트남 전쟁에서 복무를 피하기 위한 방법이 되었다. 5,760명의 예비군이 전쟁 중에 사망했다. 볼튼은 1970년 예일대를 졸업하기 전, 자신의 선발 번호가 호출될지 확인하기 위해 기다리기보다는 메릴랜드 육군 방위(the Maryland Army National Guard)에 입대했다.(군복무에 소집된 가장 큰 번호는 195번까지였다). 그는 1970년 7월부터 11월까지 루이지애나주 포트 포크에서 18주간의 훈련을 위해 종군했다. 방위(the National Guard)에서 4년간 근무한 후, 그는 2년 후 복무가 끝날 때까지 미국 육군 예비군(Unites States Army Reserve)에서 복무했다.
예일대학교 졸업 25주년 재상봉 행사 기념 서적에서 존 볼턴은 “동남아시아의 논에서 죽고 싶지 않았음을 고백한다”며 “베트남전은 이미 지고 있었다고 생각했다”고 이유를 밝히기도 했는데 베트남전 참전 회피가 문제가 되자, 2007년에 한 인터뷰에서 “1970년에 내가 졸업할 때쯤, 베트남전 반대자들이 ‘우리가 전쟁에서 이길 수 없다는 것을 확실하게 했다’는 점이 나에게 명백했기 때문”이라며 자신의 베트남전 참전 기피를 반전론자 책임으로 떠넘기면서 2007년 펴낸 자서전 <항복은 선택지가 아니다>에서도 “의회의 반전세력들이 적에게 돌려줄 영토를 얻기 위해 죽는 것은 나에게는 터무니없이 보였다”
존 볼턴은 슈퍼 매파이자 네오콘(신보수주의자)의 핵심으로 불릴 만큼 대북 강경론자다. 예일대 로스쿨 출신으로 변호사로 활동하다 보수성향 싱크탱크인 미국기업연구소(AEI)를 거쳐 로널드 레이건 대통령 시절부터 공화당 정권에서 활동했다.
2010년 8월 17일, 미국의 강경 매파인 존 볼턴 전 유엔대사는 미국 폭스비즈니스 방송 인터뷰에서, 이스라엘이 부셰르 원전을 공습하려면 앞으로 8일 안에 해야 한다고 주장했다.
존 볼턴은 이란 핵 문제의 해법은 협상이 아니라 폭격을 가하거나 이란의 반정부 세력을 지원해 정권교체를 이루는 것이라고 주장했다.
북한이 2017년 11월 대륙간탄도미사일(ICBM) 화성-15형을 발사하며 '핵무력 완성'을 선언한 직후, 백악관 초청을 받은 존 볼턴은 북한 정세 브리핑에서 도널드 트럼프 대통령에게 대북 선제타격(preemptivestrike) 방법과 유효성을 설명했다.
2017년 12월 16일, 볼턴은 노스캐롤라이나주 애슈빌에서 열린 공화당 연말 행사에서 "아무도 한국에 대한 리스크로 인해 대북 군사력 사용을 원하지 않는다"면서 "그러나 이런 우려는 북한의 핵무기 보유가 미국에 주는 리스크에 비해서는 작다"고 주장했다.
2018년 2월 28일, 볼턴은 월스트리트 저널(WSJ) 기고문을 통해 "북한에 대한 선제 폭격은 법적으로나, 도덕적으로 정당하다"고 주장했다. 선제북폭의 법률적 구성요건(The Legal Case For Striking North Korea First)이란 칼럼에서, 존 볼턴은 "선제타격 시점의 적절성을 평가하는 고전적 공식에 따르면, 대니얼 웹스터(Daniel Webster)의 필연적 전제조건(necessity) 테스트를 충족해야 한다"면서 선제타격 시점과 관련된 국제법의 이론적 배경을 소개했다. 그리고, "북한에 대한 미 정보 당국의 평가로 봤을때, 미국은 마지막 순간까지 기다릴 여유가 없다"면서, "북한 핵 무기가 완성된 후에 타격했을 경우에는 훨씬 위험한 상황이 전개된다"고 주장했다.
2018년 3월 22일 도널드 트럼프 미국 대통령은 미국 국가안보보좌관 맥매스터를 경질하고 존 볼턴을 미국 국가안보보좌관에 임명했고, 2018년 4월 9일 미국 국가안보보좌관자리에 취임했다.
미국 국가안보보좌관으로 있으면서 파리 협정 탈퇴, 이란과의 핵협정 파기, 동맹국들에 대한 방위비 증액 압박, 러시아와의 중거리핵협정 연장 포기를 통한 핵무기 증강 등 도널드 트럼프 대통령 자신의 의제를 관철하는데 앞장섰으나 북한에 대해 최대한의 압박과 제재를 가해서 ‘리비아식 핵포기’를 주장하면서 동맹국들을 종속시키고 적성국들을 최대한 압박해야 한다는 끝없는 힘의 과시를 통한 팽창주의라는 미국 중심주의 세계관이 적성국과도 타협을 통해 미국의 책임을 회피하려는 트럼프 대통령의 미국 중심주의와 충돌이 빚어지면서 해임되었다.
존 볼턴은 2020년 6월 23일(현지시간) 발간되는 저서 그것이 일어난 방: 백악관 회고록에서 북한의 평창 동계올림픽 참가 내용을 전하며 "한국은 햇볕정책을 숭배했다. 이건 북한에 잘하면 한반도에 평화가 온다는 것인데, 수차례 북한의 독재 체제에만 도움을 줬다"고 하면서 "1차 싱가포르 북미정상회담을 앞두고 김정은 북한 국무위원장에게 대가없이 트럼프 대통령을 만나게 함으로써 북한 수용소 사령관 김정은을 합법화시키고 있다 김정은을 만나려는 트럼프 대통령의 열의에 질렸었다"고 썼다. 정의용 국가안보실장을 만난 뒤에는 당시 싹이 뜨고 있던 한반도 데탕트에 대해서 "모든 외교적 '판당고'(스페인 구애곡)는 한국의 창조물"이었다며 "김정은이나 우리의 진지한 전략이라기보다는 한국의 통일 아젠다와 더욱 관계가 있었다"고 했다. 2018년 4월28일 한미 정상 통화에서 문재인 대통령은 "김정은이 풍계리 핵실험장 폐쇄를 포함해 완전한 비핵화를 약속"한 것에 대해 "2008년 영변 원자로 냉각탑 폭파 때처럼 "풍계리 (핵실험장) 폭파는 가짜 양보"라고 하면서 남북미 3자회담에 대해선 "이건 사진 행사에 자신을 밀어 넣기 위한 문 대통령의 노력이었다"고 했다. 싱가포르 정상회담을 앞두고 관심사였던 '종전선언'에 대해선 "당초, 북한의 아이디어라고 생각했는데 이후에 통일 아젠다와 관련이 있는 문 대통령의 것으로 의심했다"며 이것이 종전선언을 받아들이지 않은 "또 다른 이유"라고 했다.
볼턴은 '하노이 노딜' 직후 한미 안보실장 대화에서 "정의용 실장은 '김 위원장이 '플랜B' 없이 한 가지 전략만 갖고 온 것에 놀랐다'고 하고, '미측이 '행동 대 행동' 방식을 거부한 건 옳으나, 영변 폐기는 의미있는 첫 조치이며, 이는 북한이 이미 돌이킬 수 없는 비핵화 단계로 들어갔음을 의미한다'는 문 대통령의 생각을 전했다"면서 "이를 정신분열증적(schizophrenic) 아이디어"라고 했다.

## 정치적 입장

### 이라크
볼튼은 이라크 전쟁의 "설계자(architect)"로 알려져 있다. 1998년 빌 클린턴 대통령에게 보낸 편지에 서명하여 미국의 외교적, 정치적 및 군사적 힘을 사용하여 사담 후세인을 권력에서 제거하라고 촉구했다.는 사담 후세인 정권을 무너 뜨린 미국 주도의 이라크 침공을 지지하고 2018년까지 침략에 대한 지지를 계속했다. 2007년 볼튼은 미국이 이라크에 관한 유일한 실수는 사담 후세인 전복 이후 일찍 떠나지 않은 것과 이라크인들에게 "여기 페더럴리스트 페이퍼(알렉산더 해밀턴) 사본이 있다. 행운을 빌어요.”라고 말하지 않은 것이라고 말했다.

### 이스라엘
볼튼은 이스라엘에 대한 강력한 지원으로 잘 알려져 있다. 볼튼은 기존의 이스라엘 국가와 함께 독립적인 팔레스타인 국가를 건국하는 양국해법(the two-states solution)에 반대한다. 볼튼은 예루살렘 대사관 법에 따라 이스라엘 주재 미국 대사관을 예루살렘으로 옮기는 것을 지지했으며, 2017년 의회 앞에서 이 문제에 대해 표명했다. 2010년 볼튼은 다른 12명의 국제 인사들과 함께 이스라엘 이니셔티브의 친구들(the Friends of Israel Initiative)을 공동 설립했다.

### 북한
볼튼은 북한과 이란에 대한 선제 공격을 지지했다. 2018년 3월, 그는 한국이 북한을 취해 북한 정권을 종결시키는 군사적인 옵션을 유일한 '외교적인 옵션'이라며 제안했고, 두 나라 간의 전쟁은 그들의 문제이지 미국의 문제가 아니라고 말했다.

### 이란
2008년 볼튼은 "여기서의 계획(idea)은 더 큰 적대감을 갖는 것이 아니라, 이란인들이 이라크 내에서 이미 우리를 상대로 벌이고 있는 적대행위에 관여하는 것을 막기 위한 것이다. 그리고 그들은 아프가니스탄에서 탈레반을 지원함으로써 똑같은 일을 하고 있다. 따라서 이것은 도발적이거나 선제적인 것이 아니며, 이것은 전적으로 우리 중요한 일부에 대해 반작용적인 것이다."

### 중국
볼튼은 대만(공식적으로는 중화민국)이 독립국가로 인정되지 않고, 중국(중화인민공화국)만이 인정되는 워싱턴의 하나의 중국(One-China) 정책을 비판했다. 그는 또한 “때로 기술 이전으로 불리도록 강요되지만, 변명의 여지 없이 지적 재산을 훔치는 것이다.”라고 말했다.

### 서사하라
존 볼턴은 또한 알제리가 도널드 트럼프에게 서부 사하라에 대한 모로코의 주권에 대한 미국의 인정을 포기하도록 강요하는 선물을 제안할 것을 제안했습니다..

## 약력
- 1948년, 볼티모어 출생
- 1970년, 예일 대학교 수마 쿰 라우데 졸업
- 1972년, 결혼
- 1974년, 예일대 로스쿨 졸업, 변호사 자격 취득, Covington & Burling 로펌 워싱턴 사무소 어소시에이트 변호사
- 1982년, 미국 국제개발처(USAID) 법률고문, 로널드 레이건 행정부
- 1983년, 이혼
- 1988년, 법무부 국장(Assistant Attorney General), 로널드 레이건 행정부
- 1989년, 국무부 국제기구 국장(Assistant Secretary), 조지 H. W. 부시 행정부
- 1993년, Lerner, Reed, Bolton & McManus 로펌 파트너 변호사
- 2001년, 국무부 군축 및 국제안보 담당관(Under Secretary), 조지 W. 부시 행정부
- 2005년, 유엔 대사, 조지 W. 부시 행정부
- 2018년, Kirkland & Ellis 로펌 고문
- 2018년, 미국 국가안보보좌관, 도널드 트럼프 행정부

## 같이 보기
- 도널드 트럼프
- 매파
- 그것이 일어난 방: 백악관 회고록